# Tlatzala, Veracruz
Tlatzala är en ort i Mexiko.   Den ligger i kommunen Soledad Atzompa och delstaten Veracruz, i den sydöstra delen av landet, 220 km öster om huvudstaden Mexico City. Tlatzala ligger 2 262 meter över havet och antalet invånare är 1 057.
Terrängen runt Tlatzala är bergig norrut, men söderut är den kuperad. Runt Tlatzala är det ganska tätbefolkat, med 93 invånare per kvadratkilometer. Närmaste större samhälle är Orizaba, 14,4 km norr om Tlatzala. I omgivningarna runt Tlatzala växer i huvudsak blandskog.